# Samuel B. Hill

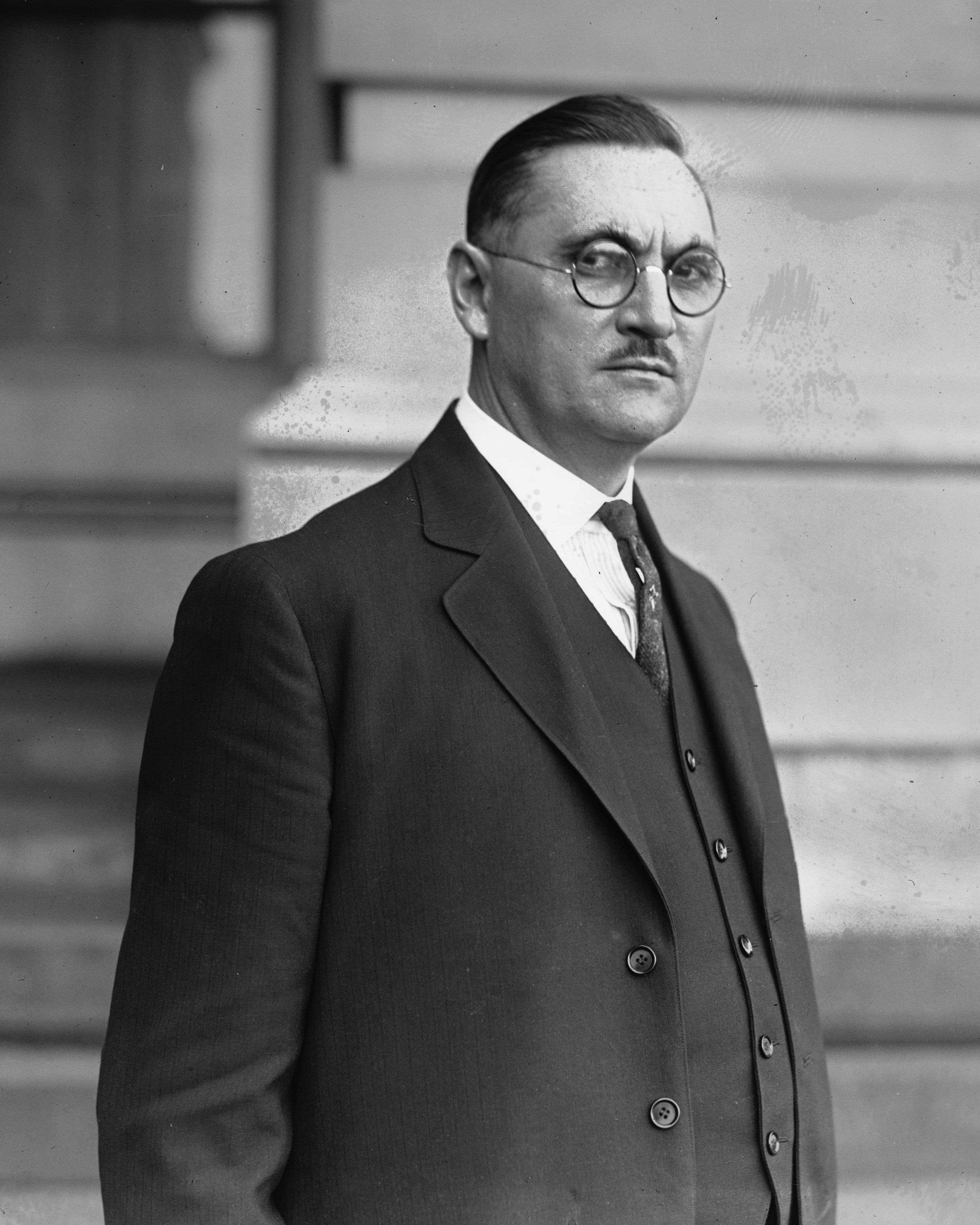
Samuel B. Hill

Samuel Billingsley Hill (* 2. April 1875 in Franklin, Izard County, Arkansas; † 16. März 1958 in Bethesda, Maryland) war ein US-amerikanischer Jurist und Politiker. Zwischen 1923 und 1936 vertrat er den Bundesstaat Washington im US-Repräsentantenhaus.

## Werdegang
Samuel Hill besuchte die öffentlichen Schulen seiner Heimat und danach die University of Arkansas in Fayetteville. Nach einem anschließenden Jurastudium an dieser Universität und seiner im Jahr 1898 erfolgten Zulassung als Rechtsanwalt begann er in Danville in seinem neuen Beruf zu  arbeiten. Im Jahr 1904 verlegte er seinen Wohnsitz und seine Anwaltskanzlei nach Waterville im Staat Washington. Zwischen 1907 und 1911 war er im dortigen Douglas County als Bezirksstaatsanwalt tätig. Von 1917 bis 1923 war er Richter im Douglas und im Grant County.
Politisch war Hill Mitglied der Demokratischen Partei. Nach dem Rücktritt des Kongress Abgeordneten J. Stanley Webster wurde er bei der fälligen Nachwahl für das fünfte Abgeordnetenmandat seines Staates als dessen Nachfolger in das US-Repräsentantenhaus in Washington, D.C. gewählt. Dort nahm er am 25. September 1923 seinen Sitz ein. Nach fünf Wiederwahlen konnte er bis zu seinem Rücktritt am 21. Mai 1936 im Kongress verbleiben. In diese Zeit fiel die Weltwirtschaftskrise Anfang der 1930er Jahre. Seit 1933 wurden im Kongress viele der New-Deal-Gesetze der Bundesregierung unter Präsident Franklin D. Roosevelt verabschiedet. Im Jahr 1933 wurden der 20. und der 21. Verfassungszusatz ratifiziert. Dabei wurden der Beginn der Amtszeiten des Kongrésses und die des Präsidenten von März auf Januar vorverlegt und der 18. Zusatzartikel aus dem Jahr 1919, in dem der Handel mit alkoholischen Getränken untersagt worden war, wieder aufgehoben.
Hills Rücktritt erfolgte, nachdem er zum Richter am Bundesfinanzgericht (Tax Court) ernannt worden war. Dieses Amt bekleidete er zwischen 1936 und seinem Eintritt in den Ruhestand am 30. November 1953. Er starb am 16. März 1958 in Bethesda und wurde auf dem Rock Creek Cemetery in Washington D.C. beigesetzt.